# Seleção Grega de Futebol Feminino
A Seleção Grega de Futebol Feminino representa a Grécia no futebol feminino internacional. A única participação internacional foi nos Jogos Olímpicos de 2004, em casa. A equipe perdeu todos os três jogos e não marcou nenhum gol, ficando em 10° lugar.